# Goodwell
Goodwell est une ville du Comté de Texas en Oklahoma.

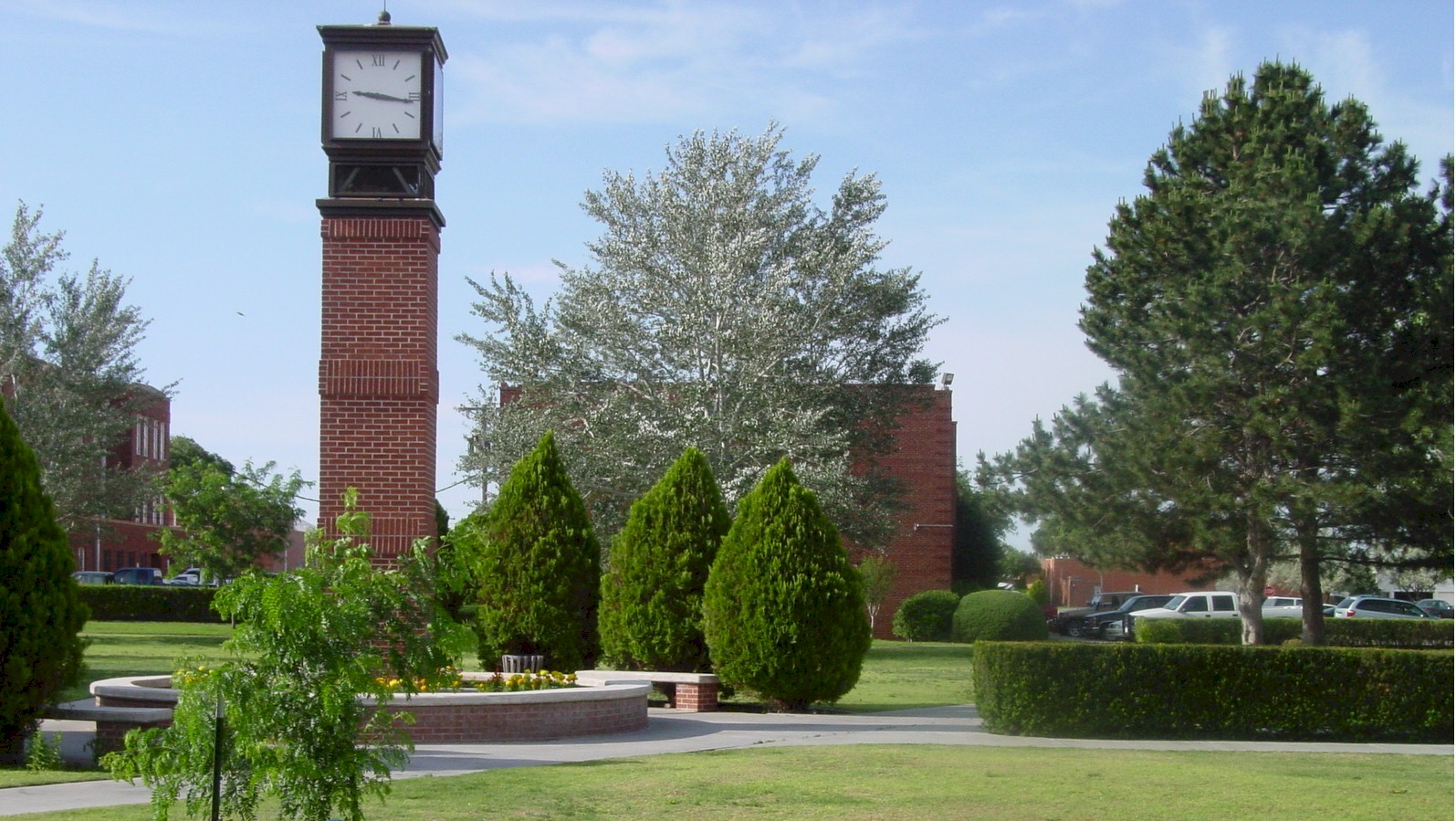
Université d'État d'Oklahoma Panhandle, 2006

Sa population était de 1 293 habitants en 2010.